# West Sacramento
West Sacramento is een plaats (city) in de Amerikaanse staat Californië, en valt bestuurlijk gezien onder Yolo County.

## Demografie
Bij de volkstelling in 2000 werd het aantal inwoners vastgesteld op 31.615.
In 2006 is het aantal inwoners door het United States Census Bureau geschat op 44.162, een stijging van 12547 (39.7%).

## Geografie
Volgens het United States Census Bureau beslaat de plaats een oppervlakte van
59,1 km², waarvan 54,2 km² land en 4,9 km² water.

## Plaatsen in de nabije omgeving
De onderstaande figuur toont nabijgelegen plaatsen in een straal van 16 km rond West Sacramento.